# Notre-Dame-de-Grâce—Westmount
Pour les articles homonymes, voir Notre-Dame-de-Grâce (homonymie).
Circonscription électorale fédérale du Canada
Notre-Dame-de-Grâce—Westmount est une circonscription électorale fédérale canadienne située sur l'île de Montréal, au Québec. Elle est représentée à la Chambre des communes par Anna Gainey (Parti libéral du Canada) depuis l'élection partielle de 2023.

## Géographie
La circonscription comprend :
- les villes de Montréal-Ouest et Westmount.
- la partie de la ville de Montréal constituée par :
  - partie de l'arrondissement de Ville-Marie située au sud-ouest d'une ligne décrite comme suit : commençant à l'intersection de la limite sud-ouest dudit arrondissement avec la rue Sherbrooke Ouest ; de là vers le nord-est suivant ladite rue jusqu'au chemin de la Côte-des-Neiges ; de là généralement vers l'ouest suivant ledit chemin jusqu'à l'avenue Cedar ; de là vers le nord-ouest en ligne droite jusqu'à l'intersection des arrondissements de Côte-des-Neiges–Notre-Dame-de-Grâce et d'Outremont sur la limite nord-ouest de l'arrondissement de Ville-Marie.
  - partie de l'arrondissement de Côte-des-Neiges–Notre-Dame-de-Grâce située au sud-ouest et au sud-est d'une ligne décrite comme suit : commençant à l'intersection de la limite nord-ouest de la ville de Westmount avec l'avenue Roslyn ; de là vers le nord-ouest suivant ladite avenue jusqu'au chemin Queen-Mary ; de là vers le sud-ouest suivant ledit chemin jusqu'à l'avenue MacDonald (la limite ouest dudit arrondissement).

Les circonscriptions limitrophes sont Dorval—Lachine—LaSalle, LaSalle—Émard—Verdun, Mont-Royal, Outremont et Ville-Marie—Le Sud-Ouest—Île-des-Sœurs.

## Histoire
Notre-Dame-de-Grâce—Westmount est créée en 2013 lors du redécoupage de la carte électorale, à partir de parties des anciennes circonscriptions de Notre-Dame-de-Grâce—Lachine et Westmount—Ville-Marie, ainsi que d'une portion d'Outremont, maintenue avec de nouvelles délimitations.

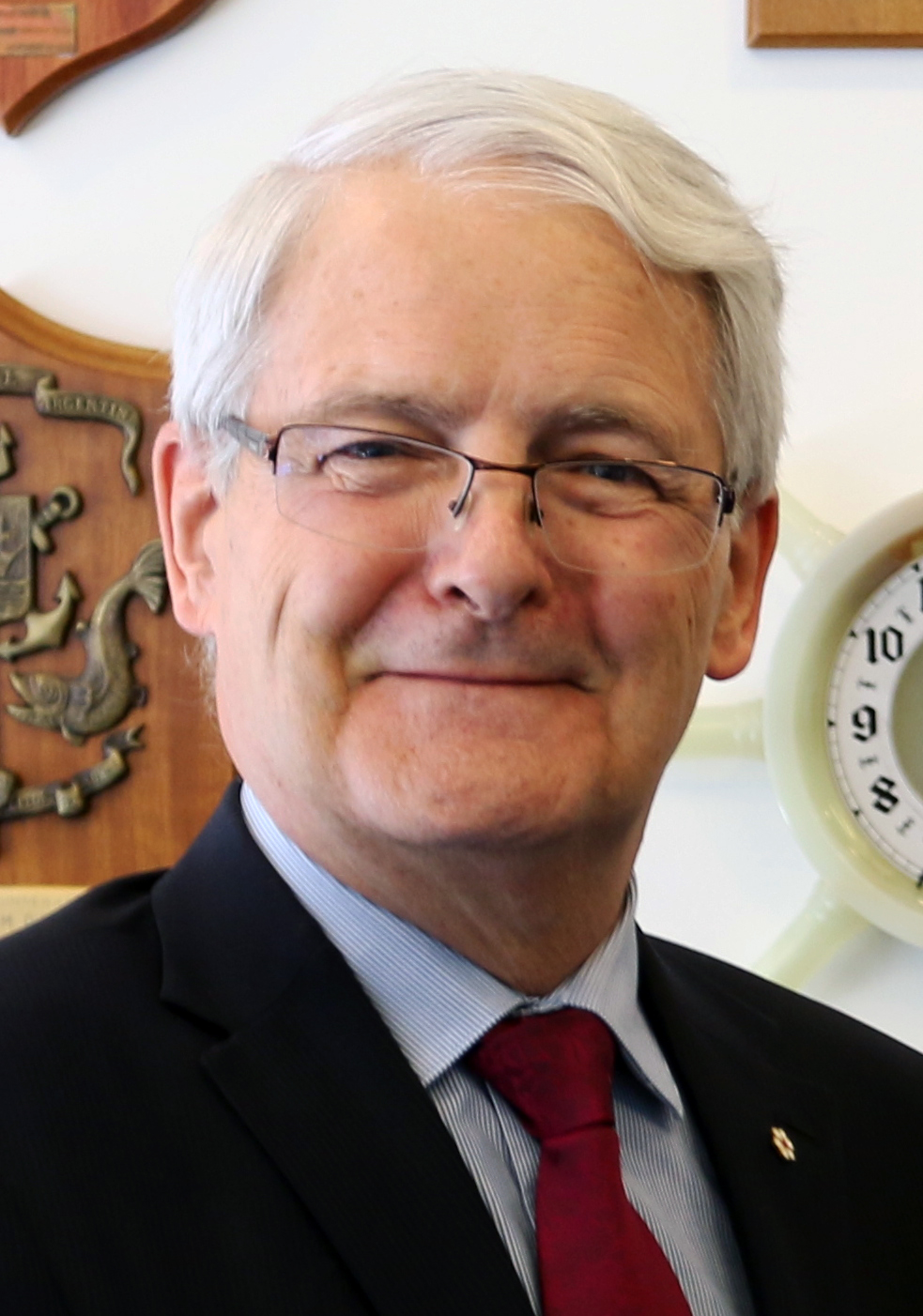
Marc Garneau

## Députés
| Législature                                                                                            | Années        | Député       | Parti | Parti   |
| --- | ------------- | ------------ | ----- | ------- |
| Notre-Dame-de-Grâce–Westmount issue de Notre-Dame-de-Grâce—Lachine, Outremont et Westmount—Ville-Marie |               |              |       |         |
| 42e | 2015–2019     | Marc Garneau |       | Libéral |
| 43e | 2019–2021     | Marc Garneau |       | Libéral |
| 44e | 2021–2023     | Marc Garneau |       | Libéral |
| 44e | 2023–2025     | Anna Gainey  |       | Libéral |
| 45e | 2025–en cours | Anna Gainey  |       | Libéral |

## Résultats électoraux
|                                                                                            |
| - Parti libéral - Parti conservateur - NPD - Bloc québécois - Parti vert - Parti populaire |

|       | Candidat               | Parti              | # de voix | % des voix |
|       | Richard Sagala         | Conservateur       | +07 249,  | 14,12 %    |
|       | Simon Quesnel          | Bloc québécois     | +01 366,  | 2,66 %     |
|       | Marc Garneau (sortant) | Libéral            | +29 601,  | 57,68 %    |
|       | James Hugues           | NPD                | +11 197,  | 21,82 %    |
|       | Melissa Kate Wheeler   | Vert               | +01 578,  | 3,07 %     |
|       | Rachel Hoffman         | Marxiste-léniniste | +00181,   | 0,35 %     |
|       | Lisa Julie Cahn        | Indépendant        | +00151,   | 0,29 %     |
| Total | Total                  | Total              | 51 323    | 100 %      |